# Homologie de Hochschild
L’homologie de Hochschild et la cohomologie de Hochschild sont des théories homologiques et cohomologiques définies à l'origine pour les algèbres associatives, mais qui ont été généralisées à des catégories plus générales. Elles ont été introduites par Gerhard Hochschild en 1945. La cohomologie cyclique développée par Alain Connes et Jean-Louis Loday en est une généralisation.
La cohomologie de Hochschild classifie les déformations infinitésimales (en) de la structure multiplicative de l'algèbre considérée, et d'une manière générale l'homologie comme la cohomologie de Hochschild possèdent une riche structure algébrique. Leur étude s'est révélée importante en théorie des cordes notamment.

## Définition

### Complexes de Hochschild
La construction originelle de Hochschild est la suivante. Soit k un anneau, A une k-algèbre associative et M un A-bimodule. Si en outre A est un k-module projectif, alors on peut construire le complexe de chaînes {\displaystyle C_{n}(A,M)=M\otimes A^{\otimes n}} où {\displaystyle A^{\otimes n}} signifie n produits tensoriels de A avec lui-même.
Les opérateurs de faces sont les applications {\displaystyle \partial _{i}^{(n)}:M\otimes A^{\otimes n}\to M\otimes A^{\otimes n-1}} définies par :
- {\displaystyle \partial _{0}^{(n)}(m\otimes a_{1}\otimes \cdots \otimes a_{n})=ma_{1}\otimes a_{2}\cdots \otimes a_{n}}
- {\displaystyle \partial _{i}^{(n)}(m\otimes a_{1}\otimes \cdots \otimes a_{n})=m\otimes a_{1}\otimes \cdots \otimes a_{i}a_{i+1}\otimes \cdots \otimes a_{n}}
- {\displaystyle \partial _{n}^{(n)}(m\otimes a_{1}\otimes \cdots \otimes a_{n})=a_{n}m\otimes a_{1}\otimes \cdots \otimes a_{n-1}}

Elles induisent sur chaque degré {\displaystyle n} un opérateur de bord {\displaystyle \partial ^{(n)}:C_{n}(A,M)\rightarrow C_{n-1}(A,M)} par:{\displaystyle \partial ^{(n)}=\sum _{i=0}^{n}(-1)^{i}\partial _{i}^{(n)}}l'opérateur sur tous les degrés {\displaystyle \partial } vérifiant bien {\displaystyle \partial ^{2}=0}.
Les applications {\displaystyle \partial _{i}^{(n)}} font de chaque module {\displaystyle C_{n}(A,M)} un objet simplicial dans la catégorie des k-modules, c'est-à-dire un foncteur {\displaystyle \Delta ^{\mathrm {op} }\to k{\text{-}}\mathrm {Mod} } où {\displaystyle \Delta } est la catégorie simpliciale.
L’homologie de Hochschild est l'homologie de ce module simplicial. De manière équivalente, c'est l'homologie du complexe de Hochschild :
{\displaystyle H_{n}(A,M)=\mathrm {Ker} (\partial ^{(n)})/\mathrm {Im} (\partial ^{(n+1)})}
La cohomologie de Hochschild s'obtient par une construction analogue. C'est en particulier une algèbre de Gerstenhaber, ce qui motive la conjecture de Deligne.
En degré zéro, on a les expressions simples suivantes :
{\displaystyle HH_{0}(A,M)=M/[A,M]} et
{\displaystyle HH^{0}(A,M)=\{m\in M\,|\,am=ma{\text{ pour tout }}a\in A\}}
où [A, M] désigne le k-sous-module de M engendré par am - ma pour tous les couples d'éléments de A et de M.

### Définition générale
La définition précédente se généralise en remarquant que l'algèbre enveloppante de A est le produit tensoriel
{\displaystyle U={\mathcal {U}}(A)=A\otimes A^{\mathrm {op} }}
Ainsi, les bimodules de A s'identifient aux modules sur l'algèbre enveloppante, de sorte qu'en particulier A et M sont des {\displaystyle U}-modules.
Le groupe d'homologie de Hochschild d'ordre n de A à coefficients dans M est donné par le foncteur Tor :
{\displaystyle HH_{n}(A,M)={\text{Tor}}_{U}^{n}(A,M)}
Le groupe de cohomologie de Hochschild d'ordre n de A à coefficients dans M est donné par le foncteur Ext :
{\displaystyle HH^{n}(A,M)={\text{Ext}}_{U}^{n}(A,M)}
Il est très courant de considérer le cas M = A, et on note alors {\displaystyle HH_{n}(A)} et {\displaystyle HH^{n}(A)} respectivement.
Cette définition se transporte naturellement au langage des catégories. En particulier, pour tout n, {\displaystyle HH_{n}} est un foncteur de la catégorie des k-algèbres dans la catégorie des k-modules. Cette vision des choses permet de généraliser la notion d'homologie de Hochschild à des objets qui ne sont pas des k-algèbres : les catégories abéliennes, algèbre différentielles graduées, spectres d'anneaux et algèbres topologiques (en) notamment.

### Homologie des foncteurs
Le cercle {\displaystyle S^{1}} peut être vu comme un objet simplicial dans la catégorie Fin* des ensembles finis et pointés. Si F est un foncteur {\displaystyle F:\mathrm {Fin} ^{*}\to k{\text{-}}\mathrm {Mod} } alors on a un module simplicial en composant F avec {\displaystyle S^{1}} :
{\displaystyle \Delta ^{\mathrm {op} }{\overset {S^{1}}{\longrightarrow }}\mathrm {Fin} ^{*}{\overset {F}{\longrightarrow }}k{\text{-}}\mathrm {Mod} }
L'homologie de ce module simplicial est appelée homologie de Hochschild du foncteur F.

## Conjecture de Deligne
En 1993, Pierre Deligne a postulé que pour tout k-algèbre associative, le complexe de Hochschild lui correspondant est une {\displaystyle {\mathcal {S}}'}-algèbre pour une certaine opérade {\displaystyle {\mathcal {S}}'} « équivalente » à l'opérade des petits disques {\displaystyle {\mathcal {S}}}.
La conjecture a été prouvée, de manières très différentes, en particulier par Tamarkin (1998), McClure-Smith (1999, 2001) et Kontsevich–Soibelman (en) (2000). C'est un résultat important notamment dans l'étude de la topologie des cordes.

## Théorème de Hochschild-Kostant-Rosenberg
On a toujours le fait suivant : le module des différentielles de Kähler d'une k-algèbre coïncide avec son premier groupe d'homologie de Hochschild. Le théorème de Hochschild-Kostant-Rosenberg montre que cette identification se transporte aux degrés supérieurs : si k est un corps et A une k-algèbre commutative de présentation finie, telle que le A-module des différentielles de Kähler est un objet projectif, alors on a les isomorphismes de A-algèbres graduées :
{\displaystyle \Omega ^{\bullet }(A/k)\simeq HH_{\bullet }(A,A)}
et
{\displaystyle \wedge _{k}^{\bullet }\mathrm {Der} _{k}(A,A)\simeq HH^{\bullet }(A,A)}
où ∧ désigne le produit extérieur et Der les dérivations.